# Psilopa mackiei
Psilopa mackiei är en tvåvingeart som beskrevs av Cresson 1946. Psilopa mackiei ingår i släktet Psilopa och familjen vattenflugor. Inga underarter finns listade i Catalogue of Life.